# Ананченко, Юрий Иванович
Юрий Иванович Ананченко (10 июля 1941, Сталино, Украинская ССР — сентябрь 2015, Донецк, Украина/ДНР) — советский футболист и тренер, двукратный обладатель Кубка СССР (1961,1962), мастер спорта СССР с 1961 года.

## Биография
Воспитанник ДЮСШ «Авангард» Сталино, первый тренер — Н.И. Ансимов.
В 1959—1967 в составе донецкого «Шахтёра» в чемпионате СССР сыграл 161 матч, забил 41 гол.
В дальнейшем играл за «Зарю» Луганск (1967—1968), «Строитель» Полтава (1969) и «Шахтёр» (Горловку) (1969—1972). В последнем клубе в 1978 году работал тренером, в 1979—1980 — старшим тренером.

Мощный, волевой, таранного типа форвард. В лучшие свои годы отличался стабильной результативностью, напористостью и сильным точным ударом— 
В финале Кубка СССР 1961 против «Торпедо» при счёте 1:1 забил на 65-й и 70-й минутах два мяча, принёсшие победу.
Провёл одну игру за юношескую сборную СССР.
Скончался в сентябре 2015 года в возрасте 74 лет.

## Достижения
- Обладатель Кубка СССР 1961 года.
- Финалист Кубка СССР 1963 года.
- Лучший бомбардир сезона в донецком «Шахтёре» (2): 1963 (с Д. Мизерным по — 6 голов), 1964 (9 голов)[6].
- Включался в списки 33-х лучших футболистов Украинской ССР (5): № 2 — 1961, 1963, 1964, 1966; № 3 — 1959 годах
- Кавалер ордена «За заслуги» III степени (2011 год)[7].